# Hildesheimer Artemisia-Gobelins

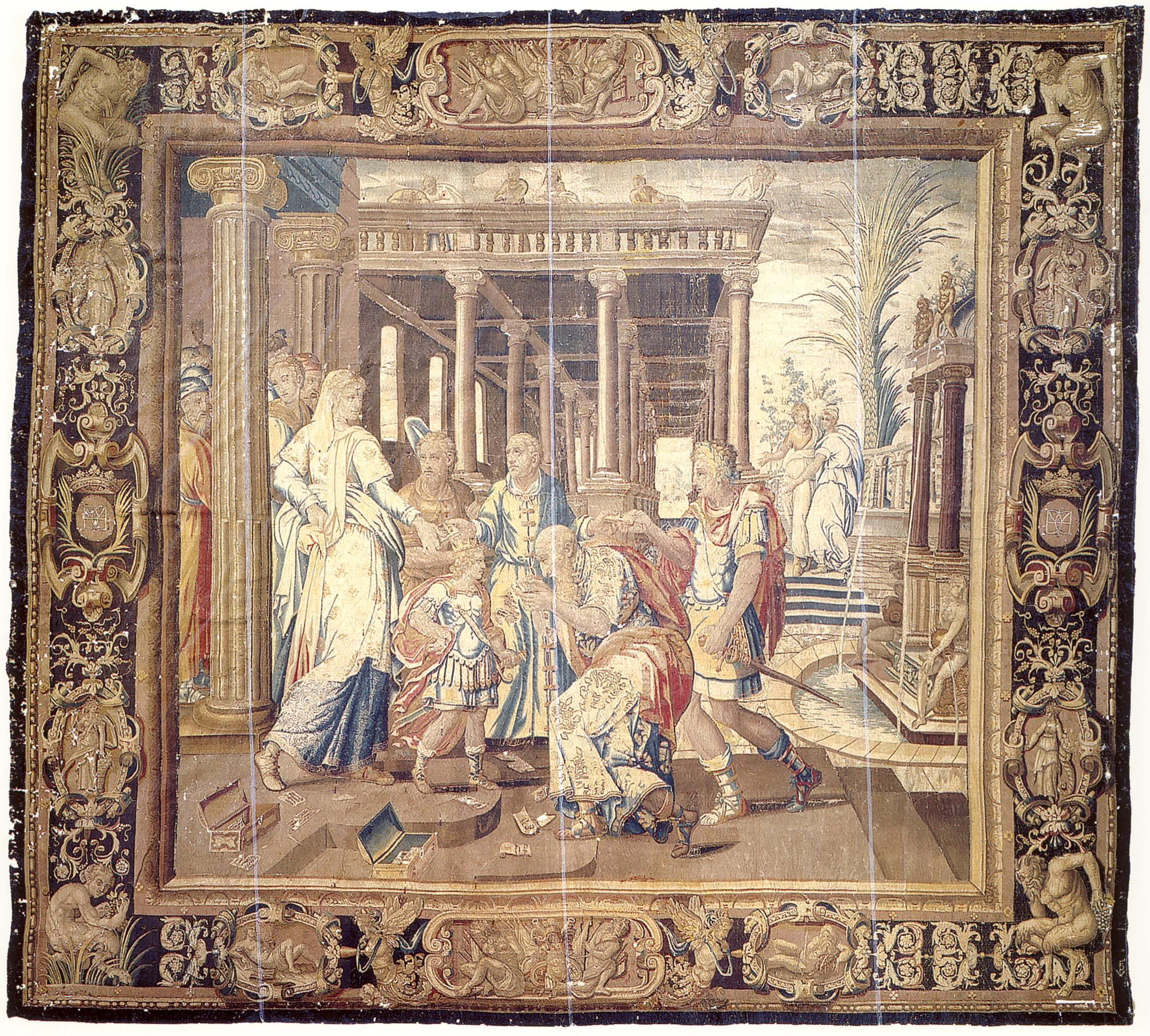
Die Botschaft, Gobelin aus dem Artemisiazyklus des Dommuseums Hildesheim

Die Hildesheimer Artemisia-Gobelins sind eine Folge von ursprünglich acht, nach Kriegsverlusten noch sechs Bildteppichen im Dommuseum Hildesheim. Die um 1620 in der Pariser Gobelin-Manufaktur gefertigten Wandteppiche im Stil des Manierismus wurden 1727 Eigentum der Hildesheimer Domkirche. Bis zum Zweiten Weltkrieg schmückten sie den Rittersaal im Südflügel des Domkreuzgangs.

## Geschichte

### Entstehung
In den 1560er Jahren veröffentlichte der Pariser Apotheker und Schriftsteller Nicolas Houel eine phantasievolle Biografie der Königin Artemisia von Karien, in der er Züge der historischen Herrscherinnen Artemisia I. und Artemisia II. vermischte: die Königsgattin, früh verwitwet, aus Liebe trauernd, aber auch kraftvoll herrschend für den unmündigen Sohn. Antoine Caron schuf dazu Zeichnungen, die als Vorlagen für Bildteppiche gedacht waren. Das Werk war eine Hommage an Caterina de’ Medici, Königin von Frankreich und seit 1559 als Witwe Regentin für ihre noch jungen Söhne. Aber erst Heinrich IV. ließ die Artemisiafolge, mit thematischen und ikonografischen Abweichungen von Houels und Carons Vorlage, 1607 durch die neu gegründete Manufaktur der Flamen François de la Planche (Frans van den Plancken) und Marc und Hieronymus de Comans als Gobelinzyklus realisieren.
Danach wurde das Thema beliebt und von derselben Manufaktur bis 1660 vielfach reproduziert und variiert. Die heute in Hildesheim befindlichen Artemisia-Teppiche entstanden zwischen 1610 und 1620 in der De-la-Planche-Comans-Werkstatt und tragen deren Wirkersignatur. Sie gehören damit zu den frühen Artemisiafolgen, und sie enthalten vier Szenen, von denen keine andere Darstellung erhalten ist. Ihr politischer Bezug, durch Monogramme in den Bordüren bezeugt, ist Maria de’ Medici, die 1610 als Witwe Heinrichs IV. und Regentin für ihren unmündigen Sohn Ludwig XIII. in eine ähnliche Lage kam wie Caterina 50 Jahre vorher.

### Der Weg nach Hildesheim
Kurfürst-Erzbischof Joseph Clemens von Bayern, der 1702 als sechstes Territorium das Hochstift Hildesheim übertragen bekam, war ein Liebhaber der Gobelinkunst. Er lebte mehrere Jahre in Frankreich und Flandern und dürfte dort die Artemisiafolge für seine Bonner Sammlung gekauft haben. In Bonn jedenfalls erwarb sie der Dompropst und Regierungspräsident des Hochstifts Hildesheim Franz Joseph von Landsberg und vermachte sie bei seinem Tod 1727 dem Hildesheimer Dom.
Die großflächigen Gobelins, eigentlich für mehrere Räume bestimmt, wurden an den Wänden des Rittersaals teilweise mit umgeschlagenen Rändern angebracht; einer hing frei von der Decke. Im Lauf der Jahrhunderte litten sie durch Verschmutzung, Lichteinwirkung und mechanische Beschädigungen.

### Zweiter Weltkrieg und Restaurierung
Im Zweiten Weltkrieg entgingen sechs der acht Bildteppiche durch Auslagerung der Vernichtung, erlitten aber zusätzliche Schäden durch Schädlingsbefall. Bis zur Wiedereröffnung des erweiterten Dommuseums im Jahr 2015 wurden sie gründlich restauriert und sind seitdem in einem eigenen Saal ausgestellt.

## Beschreibung
Von den acht Teppichen sind (waren) die sechs querformatigen 4,37 mal 4,81 m, die beiden hochformatigen 4,58 mal 3,31 m groß. Die Bildszenen sind von breiten, teilweise figürlichen Ornamentbordüren umgeben, die farblich mit den Bildern korrespondieren, stilistisch jedoch altertümlicher wirken. Die zum Barock vorausweisenden Bilder sind lebhaft und gestaltenreich, in der Farbgebung – Weiß, helles Blau, Rot und Braun – eher blass gehalten und auf die Wirkung des textilen Materials berechnet.
Die Themen der acht Szenen sind: Die Proklamation; Der Reitunterricht; Der Unterricht; Der Konsul; Die Krönung; Die Botschaft; Die Rechtsprechung; Der Unterricht II.